# Cortes de Pallás
Cortes de Pallás, en castillan et officiellement (Cortes de Pallars en valencien), est une commune d'Espagne de la province de Valence dans la Communauté valencienne. Elle est située dans la comarque de la Valle de Cofrentes et dans la zone à prédominance linguistique castillane.

## Géographie

Localisation de Cortes de Pallás
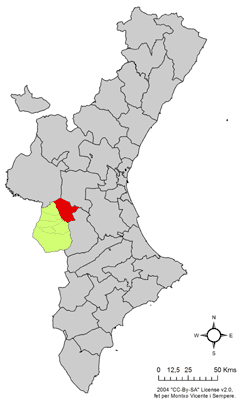
dans la Communauté valencienne.
dans la comarque de la Valle de Cofrentes.

Depuis Valence, on accède au village en suivant l'A-3 espagnole, puis en prenant la CV-425, et enfin la CV-428.
Le territoire communal de Cortes de Pallás comprend les hameaux de Castilblanques, El Oro, La Cabezuela, Los Herreros, Otonel, Venta Gaeta et Viñuelas.

### Localités limitrophes
Le territoire communal de Cortes de Pallás est voisin de celui des communes suivantes :
Bicorp, Cofrentes, Dos Aguas, Jalance, Jarafuel, Millares, Requena, Teresa de Cofrentes et Yátova, toutes situées dans la province de Valence.

## Démographie

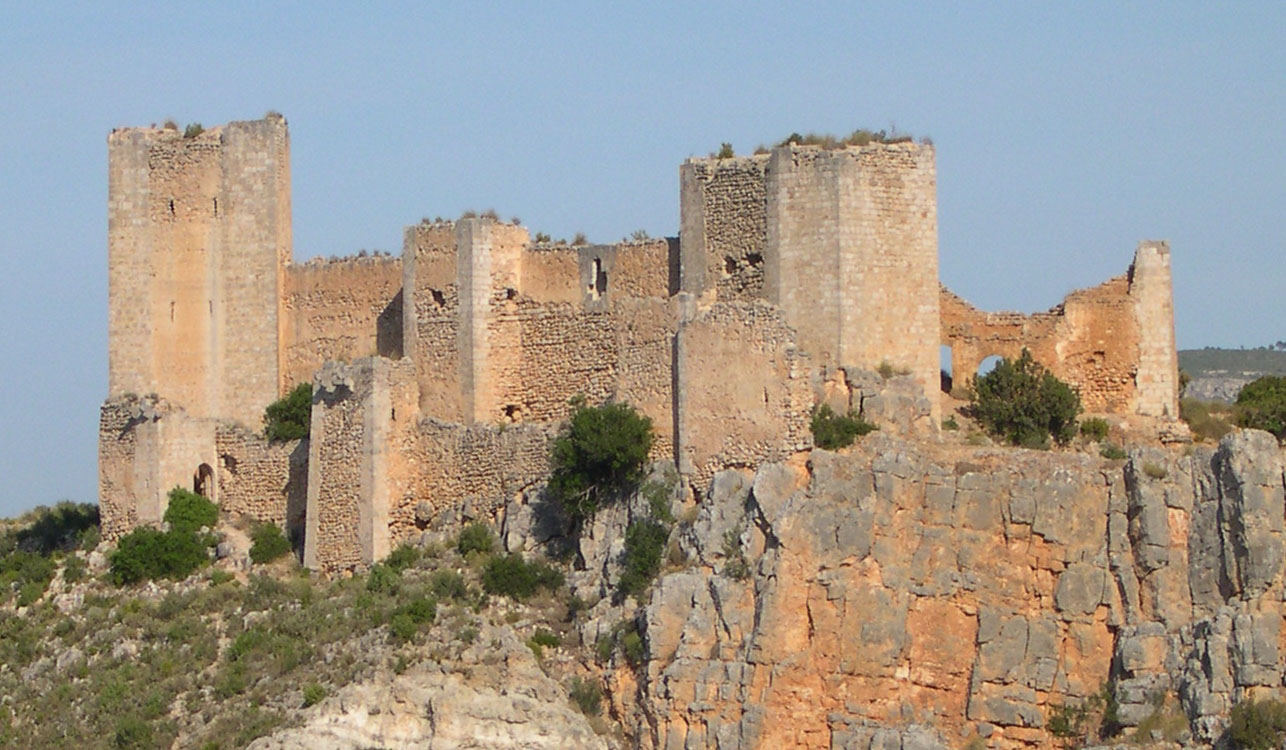
Château de Chirel

| 1609  | 1620 | 1713 | 1857 | 1940  | 1970  | 1996 | 2000 | 2004 |
| ----- | ---- | ---- | ---- | ----- | ----- | ---- | ---- | ---- |
| 1 500 | 160  | 433  | 949  | 2 400 | 1 068 | 602  | 792  | 999  |

| 2006 | - | - | - | - | - | - | - | - |
| ---- | - | - | - | - | - | - | - | - |
| 978  | - | - | - | - | - | - | - | - |

## Administration
Liste des maires, depuis les premières élections démocratiques.
| Législature | Nom du Maire               | Parti politique                                   |
| ----------- | -------------------------- | ------------------------------------------------- |
| 1979-1983   | Bernardino Serrano Carrión | UCD                                               |
| 1983-1987   | José Gras Serrano          | Parti socialiste du Pays valencien-PSOEÇPSPV-PSOE |
| 1987-1991   | José Gras Serrano          | PSPV-PSOE                                         |
| 1991-1995   | José Gras Serrano          | PSPV-PSOE                                         |
| 1995-1999   | José Gras Serrano          | PSPV-PSOE                                         |
| 1999-2003   | José Gras Serrano          | PSPV-PSOE                                         |
| 2003-2007   | José Moltó Navarro         | PSPV-PSOE                                         |
| 2007-2011   | Alberto Sáez               | PP                                                |

### Sources
- (es) Cet article est partiellement ou en totalité issu de l’article de Wikipédia en espagnol intitulé « Cortes de Pallás » (voir la liste des auteurs).